# Balbach (Tauber)
Der Balbach ist ein 12 km langer, etwa südwestwärts laufender Bach anfangs im bayerischen Landkreis Würzburg, später im baden-württembergischen Main-Tauber-Kreis, der beim Stadtteil Unterbalbach der Stadt Lauda-Königshofen von rechts in die mittlere Tauber mündet.

## Name
Der Name des Gewässers hat – wie das Grundwort Bach selbst und seine vielen anderen Zusammensetzungen – neben dem üblicherweise männlichen Geschlecht im lokalen Dialekt mundartlich auch das weibliche Geschlecht. Das Bestimmungswort leitet sich von einem Personennamen *Ballo ab, einer Form von Baldo.

## Geographie

### Verlauf
Der Balbach entsteht etwas südlich des Büttharder Gemeindewaldes nahe der Kreisstraße WÜ 37 nach Oesfeld auf etwa 325 m ü. NHN. Hier beginnt ein aus einem Rohr gespeister anfänglicher Grabenlauf. Nach der amtlichen Karte liegt etwas westlich des Rohrendes im angrenzenden Feld eine Quelle, die sich auf Luftfotos jedoch nicht durch eine erkennbare Rinne, Abschwemmungen, eine veränderte Vegetationsfärbung oder Ähnliches bestätigen lässt. Jedoch läuft zum Grabenanfang eine über 150 Meter lange Rinne von Nordosten her zu, die an der Spitze einer vor dem Gemeindewald liegenden Waldinsel beginnt.
Der Graben des Balbachs folgt Feldwegen in ziemlich bald südwestlicher Richtung in weniger als 300 Metern Abstand zur Kreisstraße. Nachdem er das größtenteils rechts liegende Oesfeld durchquert hat, läuft ihm von Ostnordosten her sein erster etwas größerer Zufluss Tiefe Wiesenbach zu. Nun folgt dem bisher völlig kahlen Graben, der inzwischen etwas eingetieft ist, mit Unterbrechungen eine Galerie. Etwa wo die Mulde zum Kerbtal wird, steht auf dem linken Hang Wald, bald danach etwa ab der Landesgrenze zu Baden-Württemberg auch auf dem rechten.
Kurz nach dieser fließt in der Nähe des Weilers Neubronn von Igersheim der unbeständige Neubronner Bach wiederum von links zu. Die nun K 2847 genannte Talstraße folgt nahe dem Bach, der nun dauerhaft ins Stadtgebiet von Lauda-Königshofen übertritt. Nach weiteren Zuflüssen von links und rechts erreicht der Bach in nun westsüdwestlichem Lauf das zweite Taldorf Oberbalbach, das in einer Talspinne steht. Unterhalb des Ortes passiert er dessen isoliert am Ufer stehende Georgsmühle und wird dann von seinem bedeutendsten Zufluss Deubach von rechts verstärkt. Gleich danach liegt am rechten Hang ein Steinbruch im Muschelkalk.
Dem Lauf des nunmehr kleine Richtungswechsel zeigenden Bachs folgt nun fast durchgehend Ufergehölz. Er quert nun den Erddamm eines gewöhnlich leeren Hochwasserrückhaltebeckens und auf dem rechten Talhang liegen ab nun Weinberge. Weiter abwärts zweigt nach links ein früherer Mühlkanal ab, der am linken Hangfuß bis an den Ortsrand von Unterbalbach in offenem Lauf dem Bach folgt.
Unterbalbach, das im Taltrichter des sich nun zum Taubertal hin öffnenden Balbachtals liegt, durchquert der Balbach in nun fast schon westlicher Richtung. In den Neubaugebieten des Dorfes, die schon in der breiten rechten Tauberaue liegen, knickt der Lauf nach rechts ab und mündet schließlich nach etwas über einem halben Kilometer zuletzt nordwestlichen Laufs an der Kläranlage des Dorfes von rechts und auf etwa 192 m ü. NHN in die mittlere Tauber.
Der Balbach ist ca. 10,0 km lang, hat ein Einzugsgebiet von 32,7 km² und mündet etwa 133 Höhenmeter unter seinem Grabenanfang, er zeigt also ein mittleres Sohlgefälle von rund 11 ‰.

### Einzugsgebiet
Der Balbach entwässert ein 32,7 km² großes Gebiet, dessen gesamter oberer Teil mit dazu den Höhen rechts des Untertals naturräumlich zur Messelhäuser Hochfläche, dessen Rest überwiegend zur Großrinderfelder Fläche rechnet, ausgenommen nur die kleine Mündungsbucht, die Teil des Mittleren Taubertals ist. Alle diese drei sind Unterräume des Naturraums Tauberland. Der mit 381,7 m ü. NHN höchste Punkt ist der Gipfel der Deubacher Höhe an der südlichen Wasserscheide.
Reihum grenzen ans entwässerte Gebiet die Einzugsgebiete der folgenden Gewässer:
- an der Westseite ist meist die aufnehmende Tauber selbst das nächste Gewässer außerhalb, erst am Nordwesteck konkurriert auf kurzem Abschnitt der Marbacher Graben oder Kiliansgraben;
- jenseits der Nordgrenze entwässern der Messelhausener Graben und der Wurmbach zum Wittigbach, dem Hauptoberlauf des nächsten großen Tauber-Zuflusses Grünbach, der Lochgraben und der Mühlbach zum Wittigbach-Zufluss Insinger Bach;
- im Südosten ziehen der Maßbach über den Nassauer Bach, der Harthauser Talbach und dann der Erlenbach südwärts zur Tauber;
- jenseits der Südgrenze schließlich gibt es vor der Tauber keine Zuflüsse zu dieser von merklicher Größe.

Das Einzugsgebiet ist überwiegend offen, seine Waldanteile liegen überwiegend an den Talhängen und auf einem kleinen Teil der Hochflächen. Der größte Gebietsanteil am Mittel- und Unterlauf gehört zur Stadt Lauda-Königshofen, der zweitgrößte zu Markt Bütthard am Oberlauf, noch kleinere Anteile vorwiegend zwischen diesen beiden zu Igersheim und ein winziger Zwickel im Süden zur Stadt Bad Mergentheim. Außer den Orten am Lauf, siehe dazu den Abschnitt → Ortschaften, liegen im Einzugsgebiet nur noch die Igersheimer Weiler Neubronn mündungsnah in der Unterlaufmulde des Balbach-Zuflusses Neubronner Bach und Reckerstal nahe an der linken Wasserscheide am Ursprung des Reckerstaler Bachs sowie das Lauda-Königshöfer Dorf Deubach im Tal des gleichnamigen rechten Zuflusses.

### Zuflüsse und Seen
Hierarchische Liste der Zuflüsse und  Seen von der Quelle zur Mündung. Gewässerlänge, Seefläche, Einzugsgebiet und Höhe nach den entsprechenden Layern auf der Onlinekarte der LUBW. Andere Quellen für die Angaben sind vermerkt.
Ursprung des Balbachs auf etwa 325 m ü. NHN ca. 1,5 km nordöstlich von Bütthard-Oesfeld nahe der Kreisstraße WÜ 37
- (Graben aus der Dick), von rechts und Westen auf etwa 322 m ü. NHN[BA 1] an einem Einzelanwesen vor Oesfeld, 0,7 km und ca. 0,7 km².[LUBW 7] Entsteht auf etwa 331 m ü. NHN neben einer Graslandfläche in der Dick.
- Tiefer Wiesenbach, von links und Ostnordosten auf etwa 313 m ü. NHN[BA 1] am unteren Ortsende von Oesfeld, 1,4 km und 3,0 km². Entspringt auf etwa 325 m ü. NHN[BA 1] an einem Feldwegknick östlich von Oesfeld.
- Neubronner Bach, von links und Ostnordosten auf etwa 285 m ü. NHN bei MÜNDUNGSORT, ca. 1,4 km[LUBW 8] und ca. 2,9 km².[LUBW 9] Entsteht auf etwa 345 m ü. NHN fast drei Kilometer südlich von Oesfeld an einem Feldwegabzweig vor dem Wald Rötelsee. Unbeständig wasserführender Graben überwiegend neben Feldwegen.
- (Zufluss parallel zum Messelhäuser Weg), von rechts und Nordwesten auf etwa 284 m ü. NHN entlang der Gemeindegrenze Igersheim/Lauda-Königshofen, ca. 0,7 km[LUBW 8] und ca. 0,3 km².[LUBW 9] Entsteht auf etwa 333 m ü. NHN an einem Graswegdreieck.
- Reckerstaler Bach, von links und Südosten auf etwa 265 m ü. NHN über einen Kilometer vor Oberbalbach am Abzweig des Wegs von der Talstraße K 2847 nach Igelsheim-Reckerstal, 1,3 km und ca. 1,2 km².[LUBW 7] Entsteht auf etwa 350 m ü. NHN am Südwestrand von Reckerstal.
- (Bach aus dem Heideloch), von links und Südosten auf etwa 252 m ü. NHN hinterm Damm des Rückhaltebeckens vor Oberbalbach, ca. 1,0 km[LUBW 2] und ca. 0,5 km².[LUBW 7] Der Feldweggraben des Oberlaufs beginnt auf etwa 350 m ü. NHN an einem Feldwegdreieck westlich von Reckerstal.
- Leitetalgraben, von rechts und Norden auf etwa 247 m ü. NHN kurz vor dem Sportplatz am Ostrand von Oberbalbach, 0,8 km und ca. 1,1 km².[LUBW 7] Entsteht auf etwa 310 m ü. NHN an einem Feldwegabzweig wenig vor seiner Waldklinge.
- (Bach aus dem Messelhäuser Tal),[4] von rechts auf etwa 284 m ü. NHN[5] verdolt im östlichen Ortsbereich von Oberbalbach, Tallänge ca. 1,2 km[LUBW 8] und ca. 1,1 km².[LUBW 7] Entsteht auf allenfalls etwa 325 m ü. NHN oberhalb des Klingenwaldes an der Kreuzung eines Graswegs mit dem durchs Tal herauf führenden Feldweg. Führt nur episodisch Wasser.
- Brünnleingraben, von rechts und Nordnordwesten auf etwa 240 m ü. NHN am unteren Ortsrand von Oberbalbach, 0,8 km und ca. 0,6 km².[LUBW 7] Entsteht auf etwa 317 m ü. NHN etwa 0,8 km nordwestlich der Ortsmitte von Oberbalbach nahe einer Feldweggrabel an den Steinigen Äckern.
- (Bach aus dem Igersheimer Tal), von links und Südosten auf etwa 237 m ü. NHN zwischen Oberbalbach und der Georgsmühle, 1,3 km und ca. 1,6 km².[LUBW 7] Entsteht auf etwa 309 m ü. NHN am Gewann Teich.
- Deubach, von rechts aus dem Nordnordosten auf etwa 223 m ü. NHN nach der Georgsmühle und kurz vor dem Muschelkalkbruch am rechten Talrand, 3,6 km und 5,6 km². Entsteht auf etwa 323 m ü. NHN etwas neben der K 2800 Messelhausen–Deubach.
  - (Zufluss vom Muckenwinkel), von rechts und Westen auf etwa 280 m ü. NHN etwa einen halben Kilometer vor dem Deubacher Dorfrand, ca. 0,8 km[LUBW 7] und ca. 1,0 km².[LUBW 7] Entsteht auf etwa 332 m ü. NHN an einem Feldwegdreieck zwischen dem Wäldern auf dem Kirchberg im Westen und auf dem Fuchsberg im Osten. Unbeständig.
- Rossgraben, von links und Südosten auf etwa 220 m ü. NHN gegenüber dem Muschelkalkbruch am rechten Talrand, 1,6 km und 1,9 km². Entsteht auf etwa 315 m ü. NHN etwas über dem Rainholz.
- Durchfließt auf etwa 215 m ü. NHN weniger als einen halben Kilometer talabwärts des vorigen den Damm eines zweiten Rückhaltebeckens ohne Dauereinstau.
- → (Abgang eines Kanals), nach links auf etwa 220 m ü. NHN im Gewann Wehr. Er läuft ca. 0,7 km[LUBW 7] lang offen am linken Hangfuß und endet dann, zumindest in offenem Lauf, nahe dem folgenden.
- Passiert einen Teich im Gewann Schindgrube auf etwa 213 m ü. NHN am linken Unterhang kurz vor dem Ortsrand von Unterbalbach, unter 0,2 ha.

Mündung des Balbachs von rechts und zuallerletzt Südosten auf etwa 192 m ü. NHN an der Kläranlage von Lauda-Königshofen-Unterbalbach in die mittlere Tauber. Der Bach ist ca. 12,0 km lang und hat ein Einzugsgebiet von 32,7 km².

### Ortschaften
am Lauf mit ihren Zugehörigkeiten. Nur die Namen tiefster Schachtelungsstufe bezeichnen Siedlungsanrainer.
Bayern
- Landkreis Würzburg
  - Markt Bütthard
    - Oesfeld (Pfarrdorf, überwiegend rechts)

Baden-Württemberg
- Main-Tauber-Kreis
  - Gemeinde Igersheim
    - (ohne Besiedlung am Bach)

  - Stadt Lauda-Königshofen
    - Oberbalbach (Dorf)
    - Georgsmühle (Siedlungsplatz, rechts, zu Oberbalbach)
    - Unterbalbach (Dorf)

## Geologie
Das Balbachtal ist ein für die Nebentäler der mittleren Tauber recht typisches Muschelkalktal. Der Bach beginnt seinen Lauf in der auf quartäre Ablagerung zurückgehenden Lösssedimentinsel auf der Hochlage im und um den Büttharder Gemeindewald. Aus dieser Schicht wechselt er – nach der bayerischen amtlichen Quelle, die allerdings nur recht grob auflöst – bei Oesfeld übergangslos in den Oberen Muschelkalk, der im gesamten Einzugsgebiet die größte Fläche einnimmt; beidseits der hier sich erstmal stärker eintiefenden Talmulde liegt jedoch ab Oesfeld zunächst Lettenkeuper (Erfurt-Formation). Jenseits der bayerischen Landesgrenze sind die Hochflächen beidseits des Tales weit mit Oberem Muschelkalk bedeckt. Auf dem linken Kamm zu den Nachbareinzugsgebieten setzt sich jedoch die Lettenkeuper-Bedeckung als Inselkette bis zur Reisfelder Höhe am oberen Igersheimer Tal fort und weitere, auch große Lösssedimentinseln finden sich auf beiden Hochflächen sogar bis nahe an die Wasserscheide zur Tauber.
Im Tal steht der Mittlere Muschelkalk am Unterhang erstmals ungefähr an der Mündung des Reckerstaler Bachs an, der Untere erstmal nach Oberbalbach im Bereich der Georgsmühle. Er ist die tiefste Schicht, die von der Talerosion erreicht wurde. In der Talsohle begleitet den Bach schon vor der Landesgrenze ein sich ausweitendes Auenlehmband, schon vor Oberbalbach liegen an dessen Rand sporadisch an den Nebentaleinmündungen holozäne Abschwemmmassen, am Hangfuß gibt es dann mehr und mehr Abschnitte mit lössführenden Fließerden. Auf knapp dem letzten Kilometer in der flachen Taubertalaue liegt das Bett in dessen breiter Auenlehmzone.
Der Lauf des Balbachs wird mehrfach von Störungslinien gequert, denen zumindest abschnittsweise Nebentäler folgen: der Tiefe Wiesenbach bei Oesfeld; das Heideloch kurz vor Oberbalbach; Igersheimer Tal und Brünnleingraben in Oberbalbach; Rossbachgraben und ein anscheinend durch den Kalkabbau im gegenüberliegenden Steinbruch verschwundenes Tälchen.
Dort im Steinbruch werden Gesteine vom Oberen bis hinab zum Unteren Muschelkalk abgebaut.

## Natur und Schutzgebiete

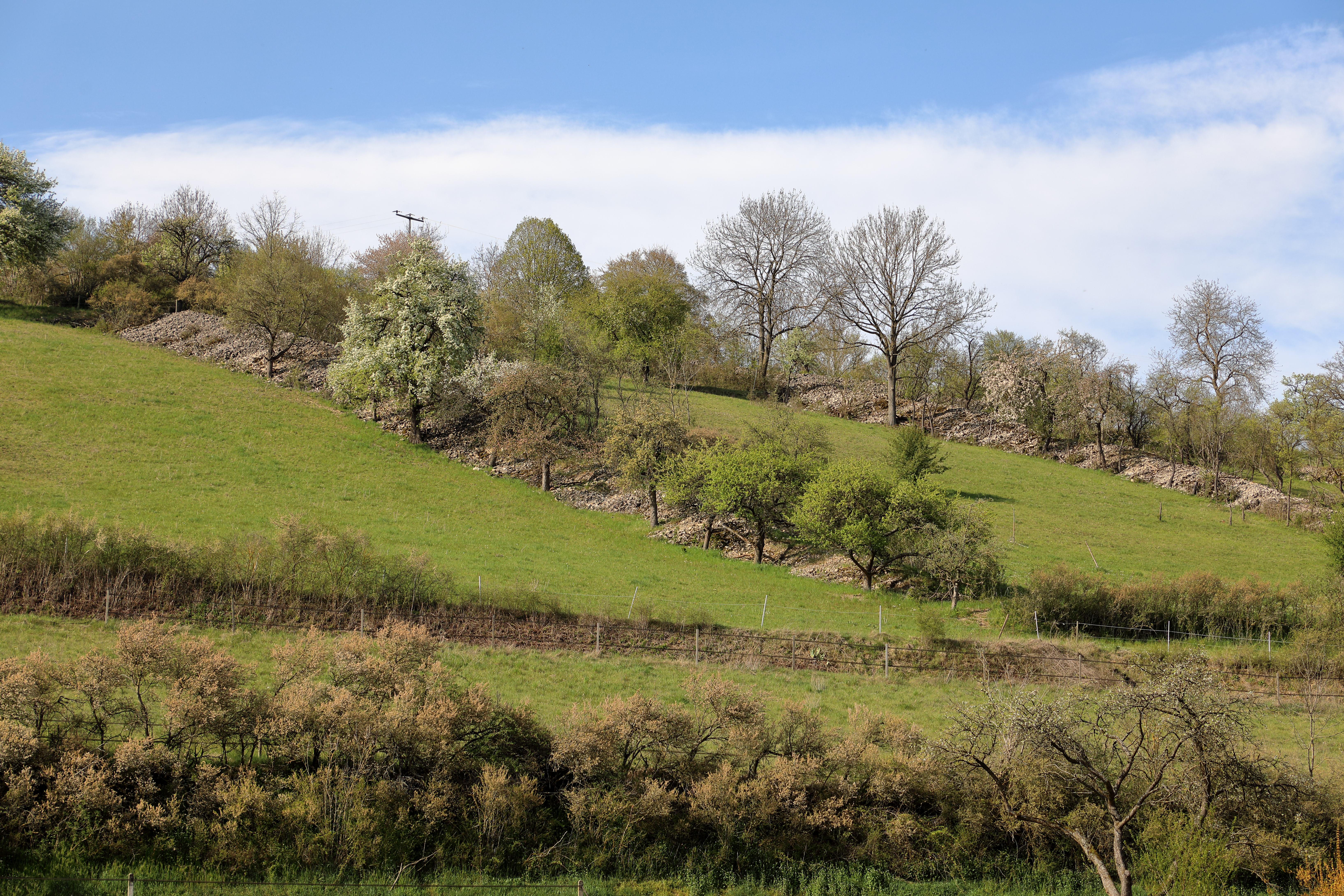
Steinriegel im Tal oberhalb von Oberbalbach

Der Balbach ist, zumindest in seinem baden-württembergischen Teil, ein grobmaterialreicher karbonatischer Mittelgebirgsbach.
Das Balbachtal und die meisten seiner Nebentäler gehören fast von der Landesgrenze an dem Landschaftsschutzgebiet Lauda-Königshofen an, ausgenommen nur die Ortslagen von Ober- und Unterbalbach. Zwei heideartige Flächen an den Hängen beidseits des Untertals sind Naturdenkmale.
Das Wasserschutzgebiet Oberbalbach umfasst den größeren Teil des Bergstocks rechts des Balbachtals zwischen den Zuflüssen Leitetalgraben und Deubach unmittelbar nördlich von Oberbalbach. Das Untertal ab dem Deubach-Zufluss ist links des Balbachlaufs ganz, rechts mit seiner bachabwärtigen Hälfte Teil des Wasserschutzgebietes Tauberaue, Lauda-Königshofen. Südlich von Oberbalbach überlappt es sich mit dem Schutzgebiet für die Bad Mergentheimer Heilquellen, das über die Wasserscheide hinweg etwas ins Einzugsgebiet reicht.
Der Bach durchs Heideloch, der Leitetalgraben, der Brünnleinsgraben, der Bach durchs Igersheimer Tal und der Rossgraben haben landschaftstypische enge Klingen eingerissen, teils mit Felsen über den steinigen Bachbetten, in denen nur episodisch Wasser fließt. Sie sind auf dem Grund weithin überwaldet. Allein der merklich größere Zufluss Deubach hat sich ein breiteres Tal gegraben, das auf dem Grund fast waldfrei ist und sogar dem kleinen Dorf Deubach Platz bietet.
Schon vor Oberbalbach liegen Steinriegel vor allem auf dem rechten, südexponierten Talhang. Weinbau, auf den diese Flächen zurückgehen, gibt es heute nur noch am rechten Hang des Untertals kurz vor und über Unterbalbach auf anscheinend flurbereinigten Flächen.

## Hochwasserrückhaltebecken
Im Einzugsgebiet gibt es zwei Hochwasserrückhaltebecken, beide am Balbach, ohne Dauerstau und mit Erddamm.
Das obere ⊙ liegt weniger als einen Kilometer östlich-oberhalb von Oberbalbach am Zulauf des Bachs aus dem Heideloch, gewöhnlich durchfließt es der Balbach auf ungefähr 252 m ü. NHN; es ist in der amtlichen Übersichtskarte (noch?) nicht vermerkt.
Das untere Hochwasserrückhaltebecken Unterbalbach ⊙ ist darin ausgewiesen, es wurde im Jahre 1966 erbaut, hat eine Dammhöhe von 8,14 m, ist für ein Rückhaltevolumen von 185.000 m³ ausgelegt, hat ungesteuerten Abfluss und wird von der Stadt Lauda-Königshofen betrieben. Der Balbach steht am Durchfluss gewöhnlich auf ungefähr 210 m ü. NHN.

Ansichten der Hochwasserrückhaltebecken am Balbach
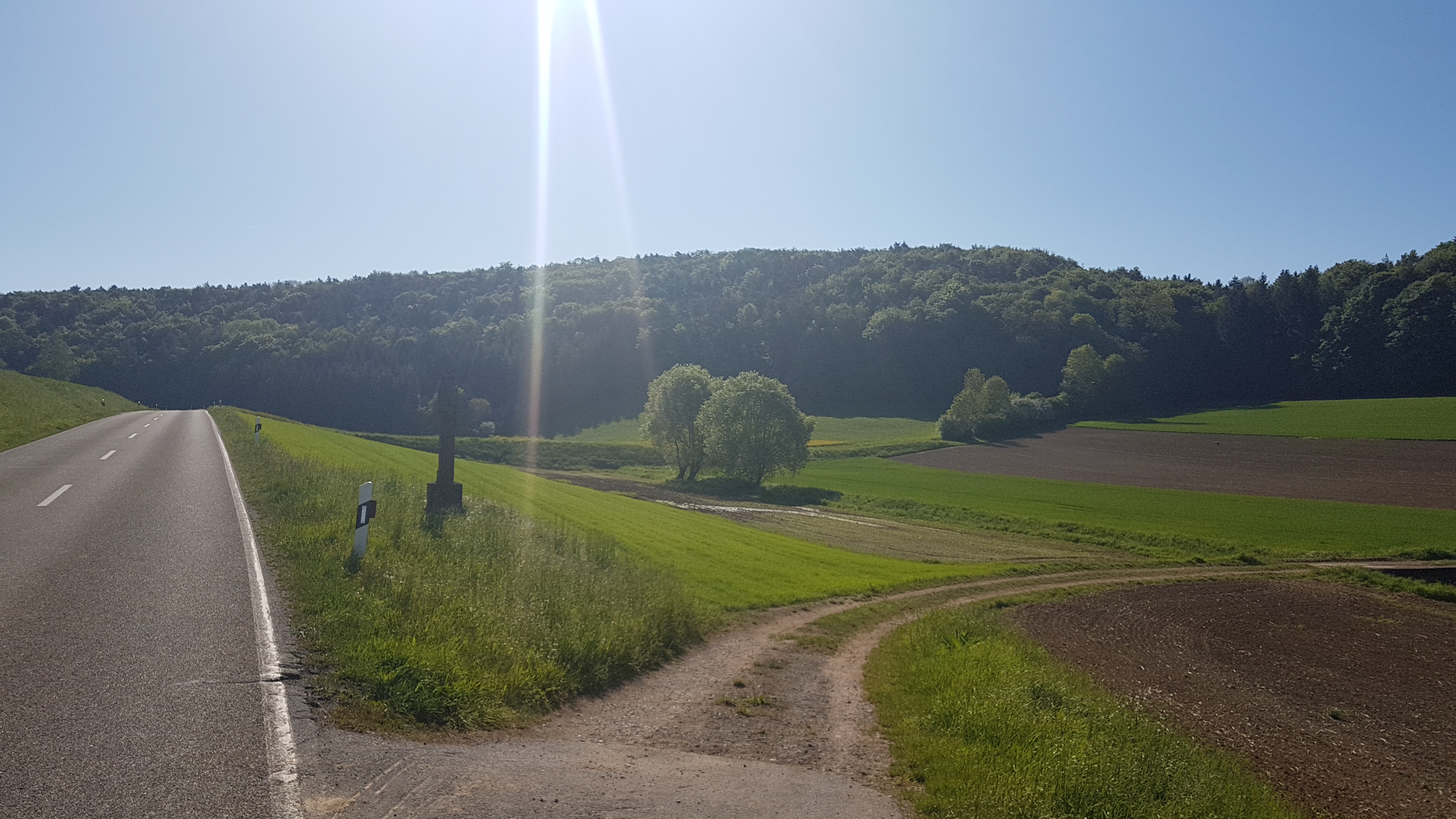
Rückhaltebecken Oberbalbach, talaufwärts vor dem Ortseingang, links die K 2847 in Richtung Neubronn und Oesfeld
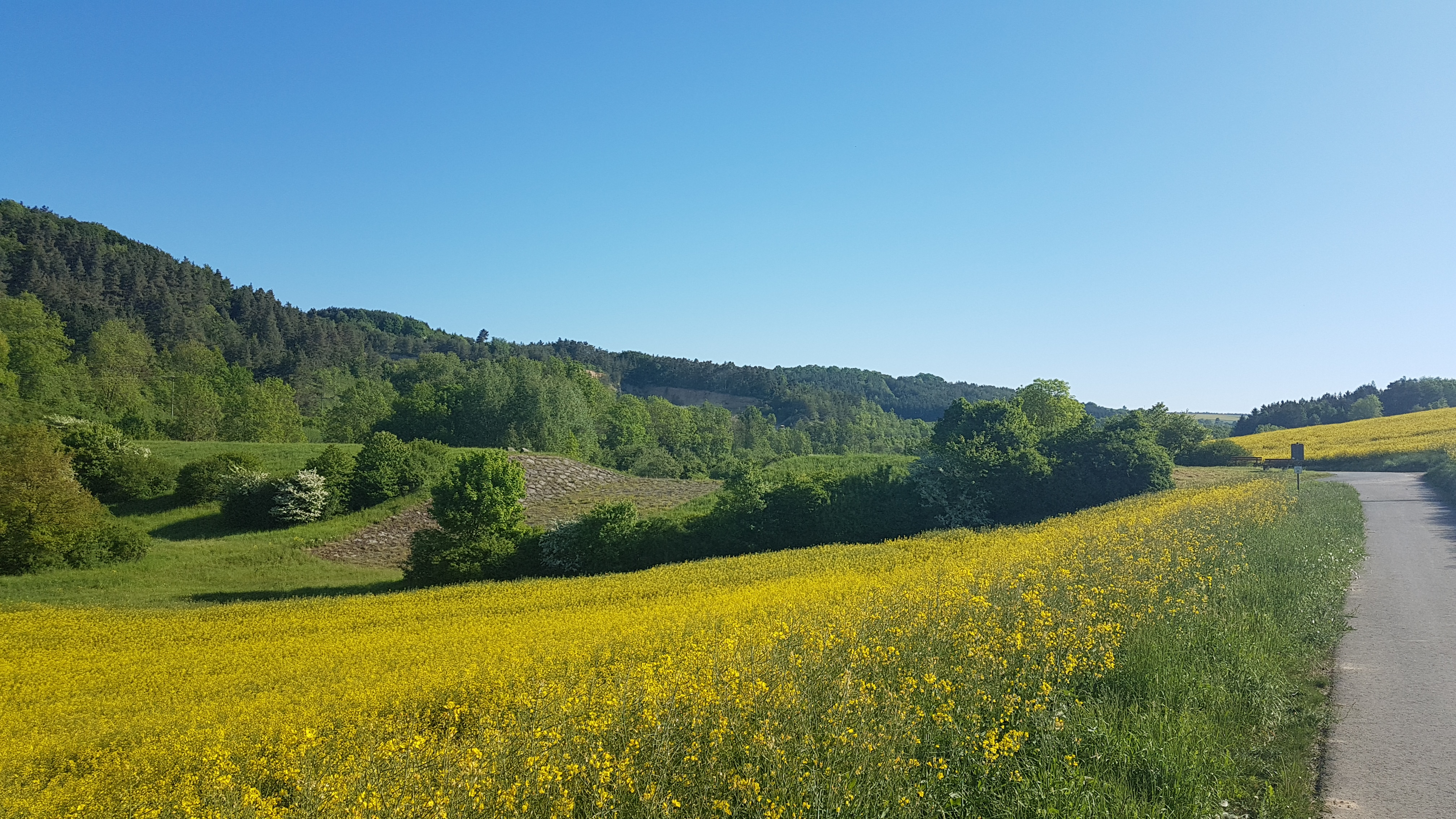
Rückhaltebecken Unterbalbach, talaufwärts zwischen Unter- und Oberbalbach, rechts der Radweg nach Oberbalbach

## Balbachtalradweg
Der Balbachtalradweg verläuft entlang großer Teile des Balbachtals. Von Oberbalbach bis Unterbalbach ist der Radweg asphaltiert. Die am Radweg gelegene Georgsmühle bei Oberbalbach ist bei Radfahrern als Ausflugsziel beliebt. In Unterbalbach besteht ein Anschluss an den Taubertalradweg.

Ansichten des Balbachtalradwegs
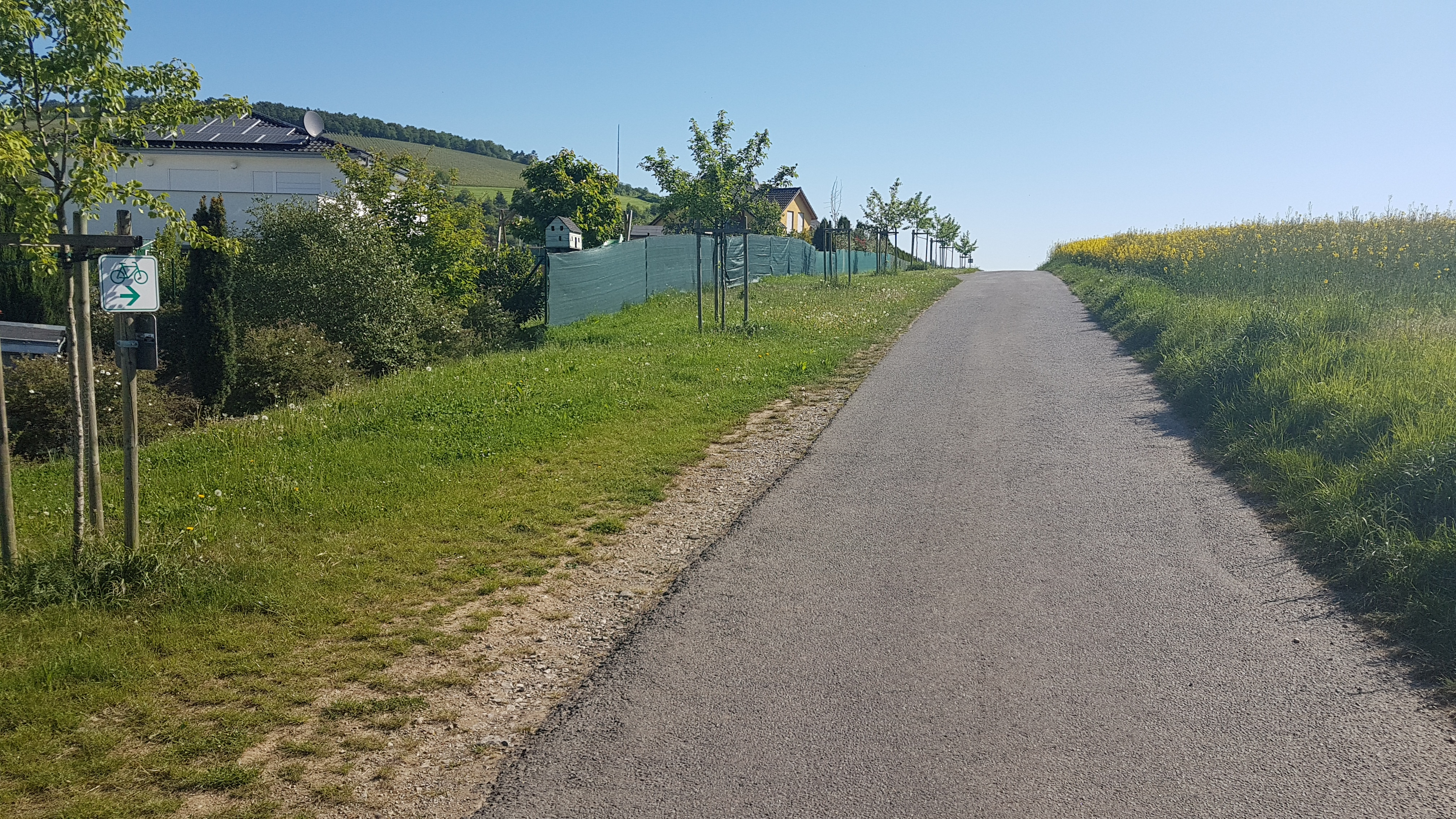
Anfang des Balbachtalradwegs, talaufwärts bei Unterbalbach
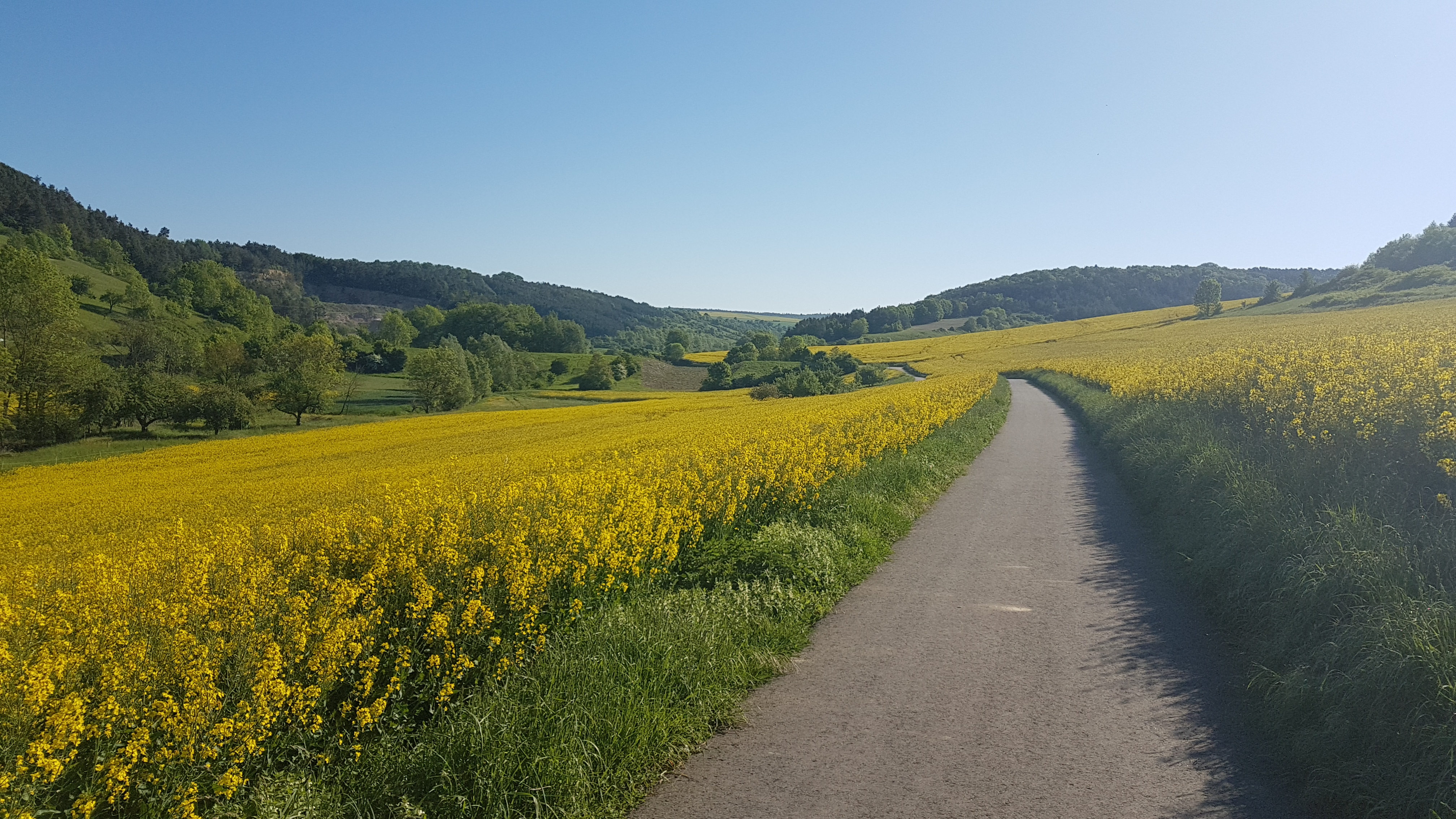
Der Radweg talaufwärts zwischen Unter- und Oberbalbach
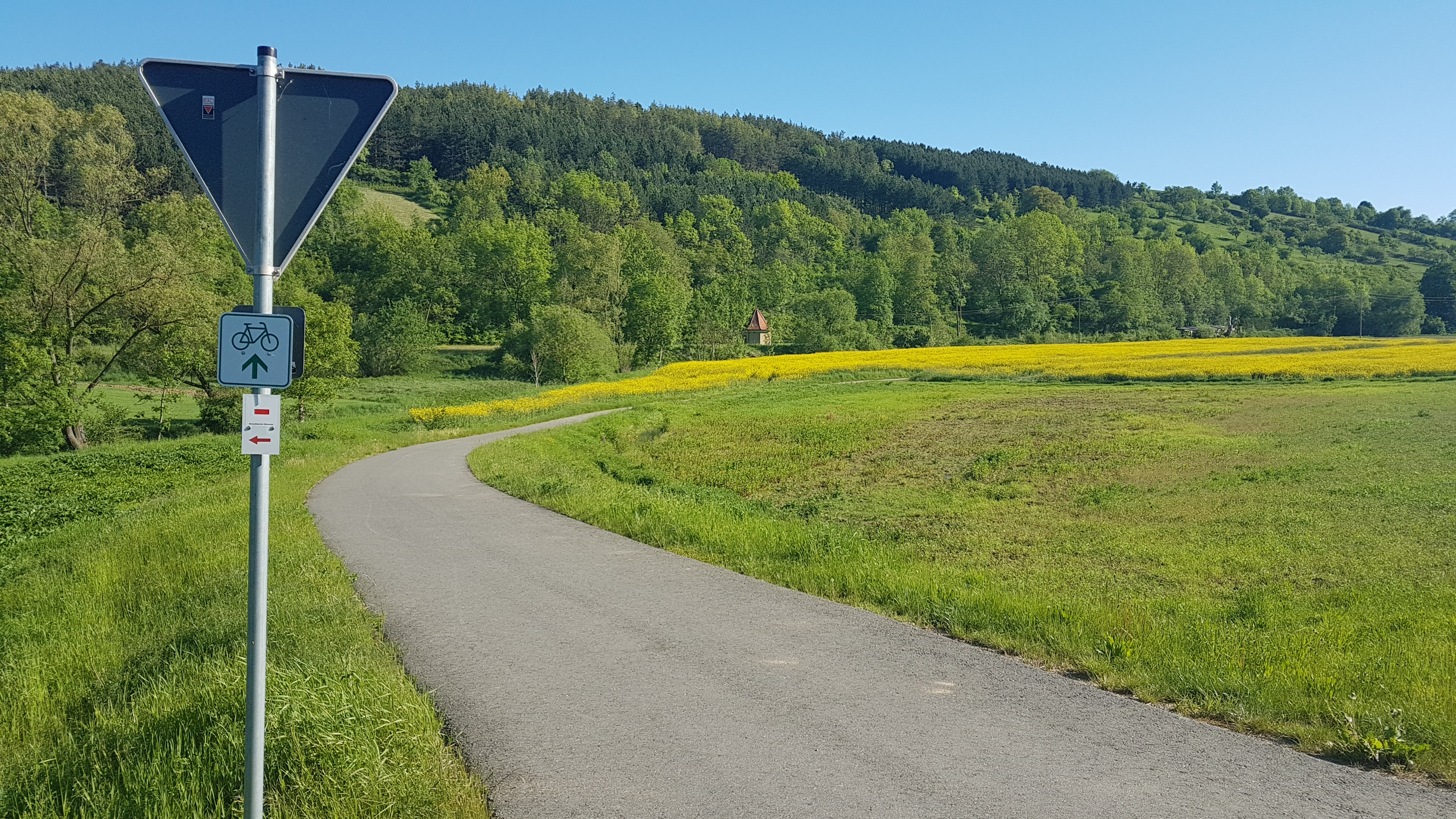
Der Radweg talaufwärts kurz nach der Querung der K 2847 vor Oberbalbach
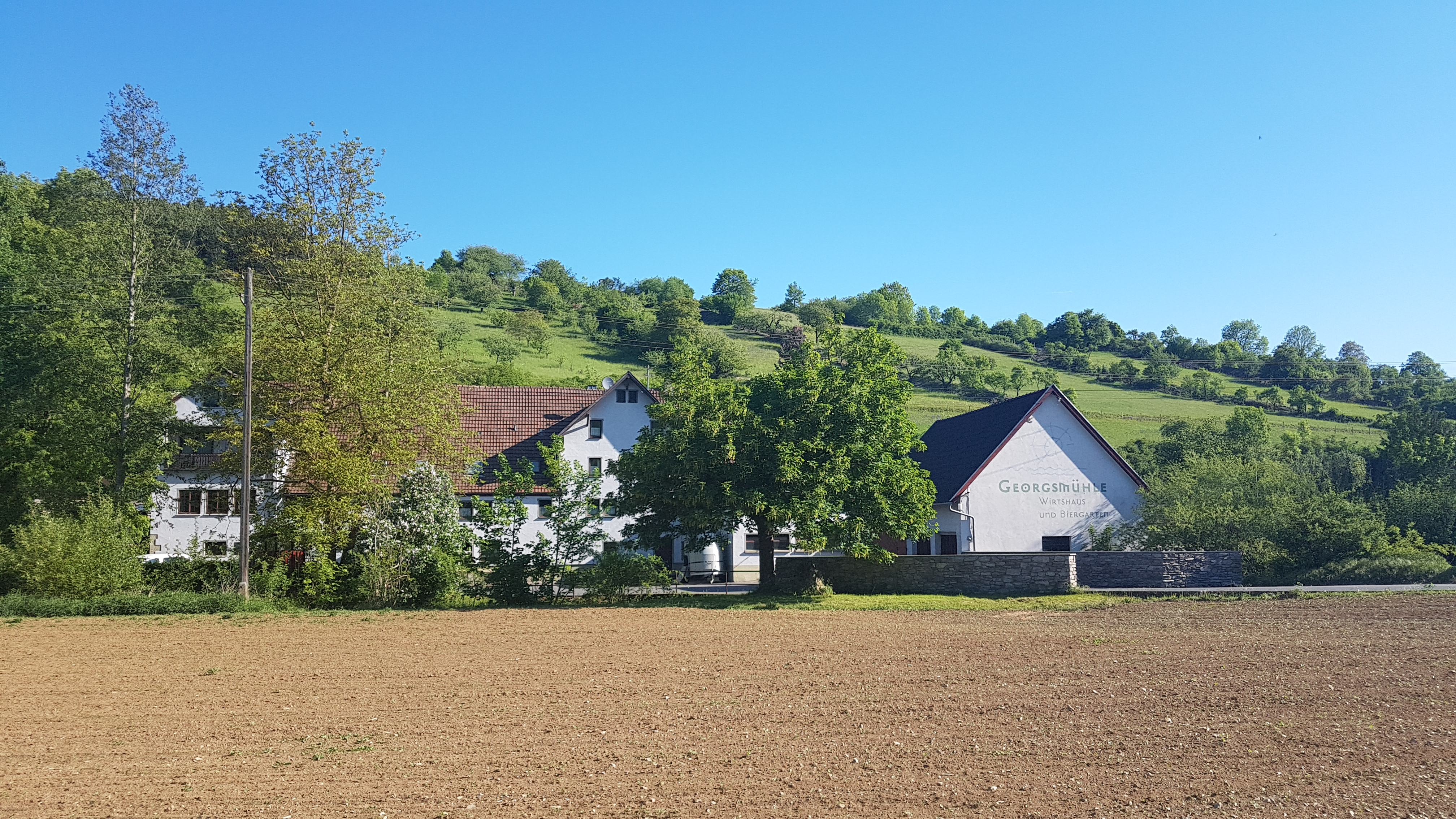
Blick vom Radweg auf die Georgsmühle kurz vor Oberbalbach, der Balbach im Vordergrund

### BA
Amtliche Online-Gewässerkarte mit passendem Ausschnitt und den hier benutzten Layern: Lauf und Einzugsgebiet des Balbachs
Allgemeiner Einstieg ohne Voreinstellungen und Layer: BayernAtlas der Bayerischen Staatsregierung (Hinweise)
1. 1 2 3 4 5  
Höhe abgefragt auf dem Hintergrundlayer Amtliche Karte (Rechtsklick).
2. ↑  
Geologie im bayerischen Teil nach dem Layer Geologischen Karte 1:500.000 (wird nur auf grobem Maßstab sichtbar).

### LUBW
Amtliche Online-Gewässerkarte mit passendem Ausschnitt und den hier benutzten Layern: Lauf und Einzugsgebiet des Balbachs

Allgemeiner Einstieg ohne Voreinstellungen und Layer: Daten- und Kartendienst der Landesanstalt für Umwelt Baden-Württemberg (LUBW) (Hinweise)
1. 1 2 3 4  
Höhe nach dem Höhenlinienbild auf dem Hintergrundlayer Topographische Karte.
2. 1 2 3  
Anfangsstück abgemessen Länge auf dem Hintergrundlayer Topographische Karte, Reststück nach dem Layer Gewässernetz (AWGN).
3. 1 2  
Einzugsgebiet nach dem Layer Aggregierte Gebiete 05.
4. ↑  
Länge nach dem Layer Gewässernetz (AWGN).
5. ↑  
Seefläche nach dem Layer Stehende Gewässer.
6. ↑  
Einzugsgebiet nach dem Layer Basiseinzugsgebiet (AWGN).
7. 1 2 3 4 5 6 7 8 9 10  
Einzugsgebiet abgemessen auf dem Hintergrundlayer Topographische Karte.
8. 1 2 3  
Länge abgemessen auf dem Hintergrundlayer Topographische Karte.
9. 1 2  
Seefläche abgemessen auf dem Hintergrundlayer Topographische Karte.
10. ↑  
Höhe nach schwarzer Beschriftung auf dem Hintergrundlayer Topographische Karte.
11. ↑  
Fließgewässertyp nach dem Layer Biozönotisch bedeutsamer Fließgewässertyp.
12. ↑  
Natur teilweise nach dem Layer Biotop, Schutzgebiete nach den einschlägigen Layern.
13. ↑  
Hochwasserrückhaltebecken nach dem Layer Stauanlage.

### Andere Belege
1. ↑  Modellierte Werte nach Abfluss-BW Gewässerknoten MQ/MNQ
2. ↑  Albrecht Greule: Deutsches Gewässernamenbuch. Walter de Gruyter, Berlin / Boston 2014, ISBN 978-3-11-057891-1, S. 49, „Balbach“ (Auszug in der Google-Buchsuche).
3. ↑  
Horst Mensching, Günter Wagner: Geographische Landesaufnahme: Die naturräumlichen Einheiten auf Blatt 152 Würzburg. Bundesanstalt für Landeskunde, Bad Godesberg 1963. → Online-Karte (PDF; 5,3 MB)
4. ↑  
Name des Messelhäuser Tals aus dem gleichnamigen Gewannnamen nach dem Layer WMS ALKIS Basis auf Geoportal Baden-Württemberg (Hinweise) erschlossen. Der Notname „Klinge Hühnerfeld NO Oberbalbach“ zur Bezeichnung des Talbiotop auf dem Layer Biotop von LUBW stützt sich offenbar ungenauer auf den Namen Hühnerfeld des im Osten angrenzenden Hanggewanns.
5. ↑  
Höhe nach schwarzer Beschriftung auf dem Meßtischblatt 6424 Königshofen von 1881.
6. ↑  
Geologie im baden-württembergischen Teil nach den Layern zu Geologische Karte 1:50.000 auf: Mapserver des Landesamtes für Geologie, Rohstoffe und Bergbau (LGRB) (Hinweise)